# Hura, Nanjangud
Hura là một làng thuộc tehsil Nanjangud, huyện Mysore, bang Karnataka, Ấn Độ.